# Tampontaks

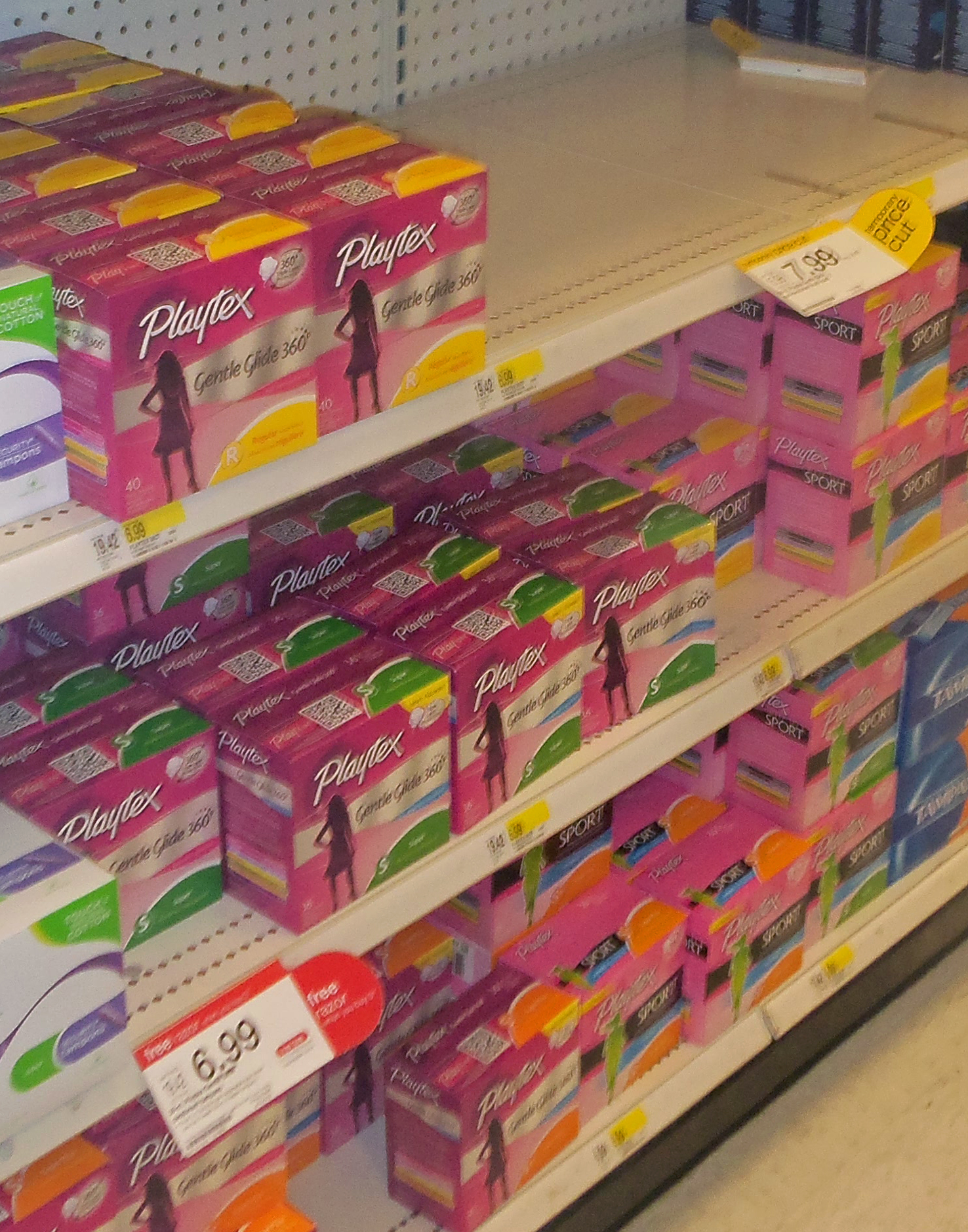
Tampons in het winkelschap

Tampontaks is een (enigszins) schertsende benaming die wordt gegeven aan de omzetbelasting die wordt geheven op tampons, menstruatiecups, maandverband en inlegkruisjes. 
In veel landen worden acties ondernomen om de tampontaks af te schaffen. Het argument tegen de tampontaks luidt dat tampons en maandverband geen luxeproducten zijn, maar noodzakelijke producten die iedereen die menstrueert nodig heeft. In de ogen van tegenstanders van de tampontaks vergroot de belasting op menstruatieproducten de ongelijkheid tussen mannen en vrouwen.
In veel landen wordt btw geheven op tampons en maandverband; in sommige landen vallen deze menstruatieproducten zelfs in het hoge btw-tarief voor luxeproducten. In veel landen wordt geprotesteerd tegen het heffen van btw omdat er niet voor gekozen kan worden te menstrueren en dus is het volgens tegenstanders geen keuze om dit soort producten te gebruiken maar een noodzakelijkheid.

## Europa
In Nederland worden tampons en maandverband belast met het verlaagde 9% btw-tarief. Ze vallen net als verbandpleisters en spalken onder 'verbandmiddelen met geneeskundige doeleinden'. 
In Groot-Brittannië gold sinds 1973 een btw-tarief van 17,5 % omdat tampons en maandverband werden gezien als een luxeproducten. In 2000 werd het tarief verlaagd naar 5,5% na een langdurige lobby van het socialistische kamerlid Dawn Primarolo. Begin 2016 tekenden meer dan 300.000 mensen de petitie "Stop taxing periods. Period." waarin de Britse minister van Financiën, George Osborne, werd gevraagd de btw op tampons geheel af te schaffen. De Britse premier David Cameron had in 2013 al laten weten dat het onmogelijk was om in Europa de tampontaks volledig af te schaffen. Dit zou pas kunnen als alle 27 lidstaten hiertoe besloten. Volgens de huidige Europese regels is het een lidstaat verboden om zelf producten in de categorie 0%-belasting te laten vallen. In maart 2016 maakte de Europese Commissie bekend dat lidstaten voortaan zelf mogen beslissen of ze wel of geen btw heffen op tampons en maandverband.
In Frankrijk werd eind 2015 geprotesteerd door het Franse feministische collectief Georgette Sand voor een verlaging van de tampontaks van 20 procent naar 5.5 procent. De voorgestelde wijziging werd door het Franse parlement niet aangenomen. Belangrijkste reden was dat door de voorgestelde btw-verlaging 55 miljoen euro minder zou binnenkomen.
In België vielen tampons en maandverband in het hoge btw-tarief van 21%; tampons werden beschouwd als een luxeproduct. Sp.a-kamerlid Maya Detiège voerde in 2005 actie om de tampontaks in België verlaagd te krijgen. Zij berekende dat vrouwen 20 miljoen euro goedkoper uit zouden zijn als de btw op tampons, maandverband en inlegkruisjes werd verlaagd van 21 naar 6 procent. In België besloot de regering op in oktober 2017 dat intieme verzorgingsmiddelen vanaf 2018 onder het lage btw-tarief vallen.

## Buiten Europa
In Australië tekenden meer dan 45.000 mensen een online petitie Axe the tampon tax voor afschaffing van de tampontaks. In Australië wordt 10% btw (Goods and services tax) geheven op tampons en maandverband, terwijl andere noodzakelijke producten vrijgesteld zijn. De petitie had niet het beoogde resultaat; de tampontaks werd niet afgeschaft.
In de Verenigde Staten kan iedere staat zelf beslissen of er tampontaks wordt geheven. Er zijn vijf staten die geen btw op tampons en maandverband heffen: Maryland, Massachusetts, Pennsylvania, Minnesota en New Jersey. President Barack Obama gaf in een interview aan dat hij niet begreep waarom de verschillende staten tampons en maandverband als luxe-items zien. Hij dacht dat het mannen waren die dit bepaald hadden. In de staat Californië werd in januari 2016 een voorstel ingediend om de tampontaks af te schaffen.
In Canada is – eveneens na protesten – de tampontaks afgeschaft sinds 1 juli 2015.